# Just Sing (Lied)
Just Sing ist ein Lied für den Film Trolls World Tour und wurde im März 2020 veröffentlicht.

## Entstehung

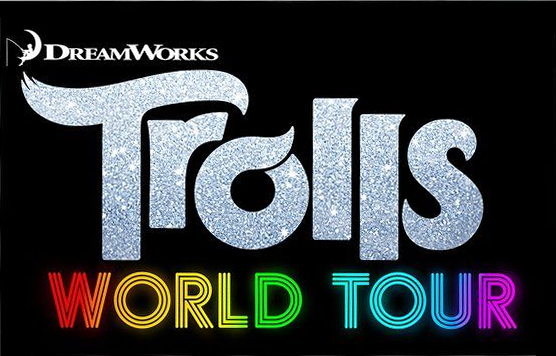
Just Sing wurde für den Film Trolls World Tour von Walt Dohrn geschrieben

Der Song stammt aus dem Film Trolls World Tour von Walt Dohrn, der im April 2020 als Video-on-Demand veröffentlicht wurde, der Nachfolgefilm von Trolls aus dem Jahr 2016. Er wurde von Justin Timberlake, Ludwig Göransson, Max Martin und Sarah Aarons geschrieben. Martin hatte gemeinsam mit Timberlake bereits für den Song Can’t Stop the Feeling! für den ersten Trolls-Film zusammengearbeitet. Göransson fungierte beim Film Trolls World Tour auch als Musikproduzent.
Timberlake singt das Lied gemeinsam mit weiteren Sprechern des Films, namentlich Anna Kendrick, James Corden, Kelly Clarkson, George Clinton, Mary J. Blige und Anderson Paak.

## Veröffentlichung und Musikvideo
Das Lied ist auf dem Soundtrack-Album des Films Trolls World Tour enthalten, das am 13. März 2020 von RCA Records veröffentlicht wurde. Einen Tag zuvor wurde Just Sing in voller Länge von RCA Records bei YouTube veröffentlicht.
Am 17. November 2020 wurde von Lego bei YouTube ein Musikvideo im Lego-Style zu dem Song veröffentlicht.

## Auszeichnungen
Hollywood Music in Media Awards 2021
- Nominierung als Bester Song – Animationsfilm (Max Martin, Justin Timberlake, Ludwig Göransson und Sarah Aarons)[5]